# Reprezentacja Białorusi na Mistrzostwach Europy w Wioślarstwie 2009
Reprezentacja Białorusi na Mistrzostwach Europy w Wioślarstwie 2009 liczyła 46 sportowców. Najlepszymi wynikami było 1. miejsce w jedynce kobiet.

## Medale

### Złote medale
jedynka kobiet (W1x): Kaciaryna Karsten

### Srebrne medale
czwórka podwójna mężczyzn (M4x): Walery Radziewicz, Kirył Lemiaszkiewicz, Stanisłau Szczarbaczenia, Dzianis Mihal
ósemka kobiet (W8+): Nadzieja Bielska, Natalla Koszal, Natalla Haurylenka, Wolha Płaszkowa, Nina Bondarawa, Hanna Nachajewa, Wolha Szczarbaczenia-Żylska, Zinaida Kluczynska, Jarasława Paułowicz

### Brązowe medale
Brak

## Wyniki

### Konkurencje mężczyzn
- jedynka (M1x): Maksim Szauczenka – 14. miejsce
- dwójka bez sternika (M2-): Siarhiej Daniłau, Andrej Tatarczuk – 7. miejsce
- dwójka podwójna (M2x): Alaksandr Iwaszka, Dzianis Surawiec – 6. miejsce
- dwójka podwójna wagi lekkiej (LM2x): Siarhiej Bohusz, Jauhien Celapun – 9. miejsce
- czwórka bez sternika (M4-): Wadzim Lalin, Andrej Dziamjanienka, Jauhien Nosau, Alaksandr Kazubouski – 6. miejsce
- czwórka podwójna (M4x): Walery Radziewicz, Kirył Lemiaszkiewicz, Stanisłau Szczarbaczenia, Dzianis Mihal – 2. miejsce
- czwórka bez sternika wagi lekkiej (LM4-): Jauhienij Szymul, Alaksandr Piatruszczyk, Dzmitryj Kaczynski, Wital Łobacz – 10. miejsce
- ósemka (M8+): Michaił Kabral, Raman Partuhalau, Alaksiej Patupczyk, Iwan Charytanczuk, Kirył Żukau, Walancin Hres, Jauhien Alachnowicz, Dzianis Dzianisau, Piotr Piatrynicz – 9. miejsce

### Konkurencje kobiet
- jedynka (W1x): Kaciaryna Karsten – 1. miejsce
- dwójka bez sternika (W2-): Marharyta Kreczka, Maryna Masława – 7. miejsce
- dwójka podwójna (W2x): Maryja Smalakowa, Taciana Kuchta – 5. miejsce
- czwórka podwójna (W4x): Natalla Prywaława, Hanna Haura, Kaciaryna Szlupska, Nastaśsia Fadziejenka – 4. miejsce
- ósemka (W8+): Nadzieja Bielska, Natalla Koszal, Natalla Haurylenka, Wolha Płaszkowa, Nina Bondarawa, Hanna Nachajewa, Wolha Szczarbaczenia-Żylska, Zinaida Kluczynska, Jarasława Paułowicz – 2. miejsce